# 309
309 (CCCIX) je bilo navadno leto, ki se je po julijanskem koledarju začelo na soboto.

## Dogodki
- 1. januar

## Rojstva
- Ardašir II., enajsti šah iranskega Sasanidskega cesarstva († 383)
- Šapur II., deseti šah iranskega Sasanidskega cesarstva († 379)

## Smrti
- Hormizd II., kralj iranskega Sasanidskega cesarstva (* ni znano)
- Adur Narseh, kralj iranskega Sasanidskega cesarstva (* ni znano)